# Беляковка (Свердловская область)
Беляковка — деревня в Пригородном районе Свердловской области России. Входит в муниципальный округ Горноуральский, управляется Петрокаменской территориальной администрацией.
Ранее деревня входила в состав Петрокаменского сельсовета Пригородного района.

## Население
| 2002 | 2010 | 2021 |
| ---- | ---- | ---- |
| 357  | ↘318 | ↘269 |

## География
Беляковка расположена в 49 километрах к юго-востоку от города Нижнего Тагила (по автодорогам в 60 километрах), чуть более чем в двух километрах восточнее села Петрокаменского. Деревня находится на правом берегу реки Нейвы, в устье реки Беляковки. Возле деревни проходит шоссе местного значения Николо-Павловское — Алапаевск.

## Инфраструктура
В Беляковке есть клуб с библиотекой, фельдшерский пункт и магазин. До деревни можно добраться на автобусе из Нижнего Тагила и Алапаевска.

### Промышленность
- ООО «Диана»
- ООО «Амолез»
- ООО «Дуэт»